# Tanis (Manche)
Tanis ist eine französische Gemeinde mit 273 Einwohnern (Stand: 1. Januar 2022) im Département Manche in der Region Normandie. Sie gehört zum Arrondissement Avranches und zum Kanton Pontorson. 
Nachbargemeinden sind Huisnes-sur-Mer im Nordwesten, Servon im Nordosten und Pontorson im Südosten und Südwesten.

## Bevölkerungsentwicklung
| Jahr      | 1962 | 1968 | 1975 | 1982 | 1990 | 1999 | 2008 | 2018 |
| --------- | ---- | ---- | ---- | ---- | ---- | ---- | ---- | ---- |
| Einwohner | 328  | 324  | 298  | 259  | 253  | 260  | 305  | 290  |

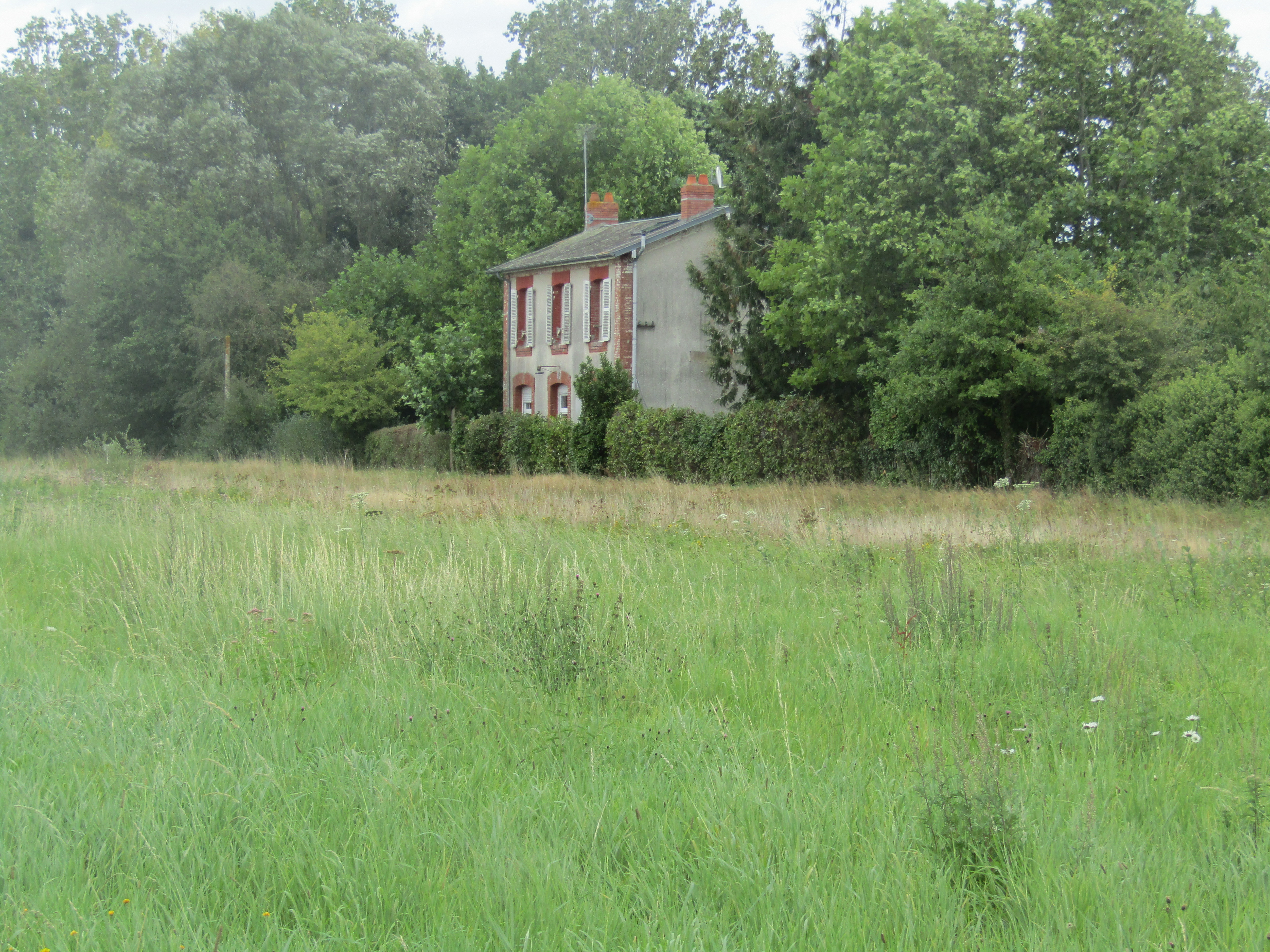
Ehemaliger Bahnhof von Servon und Tanis an der Bahnstrecke Lison–Lamballe
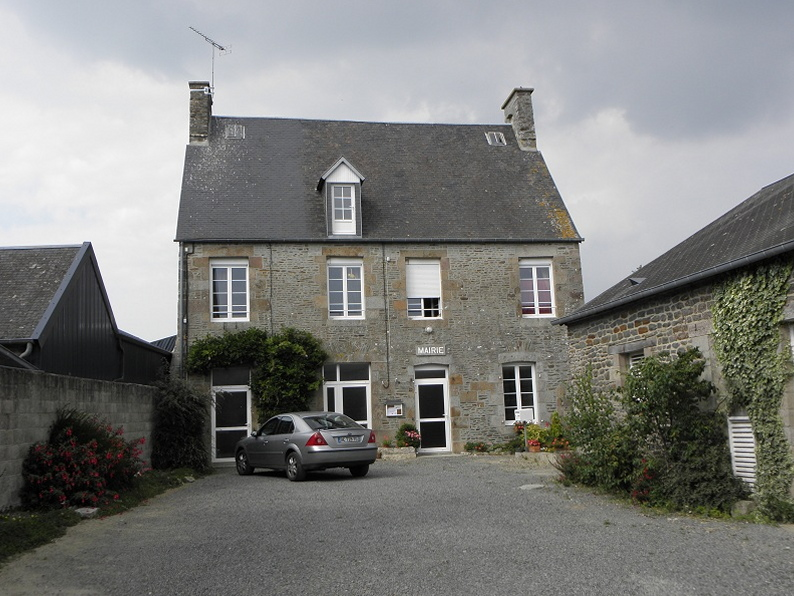
Mairie von Tanis
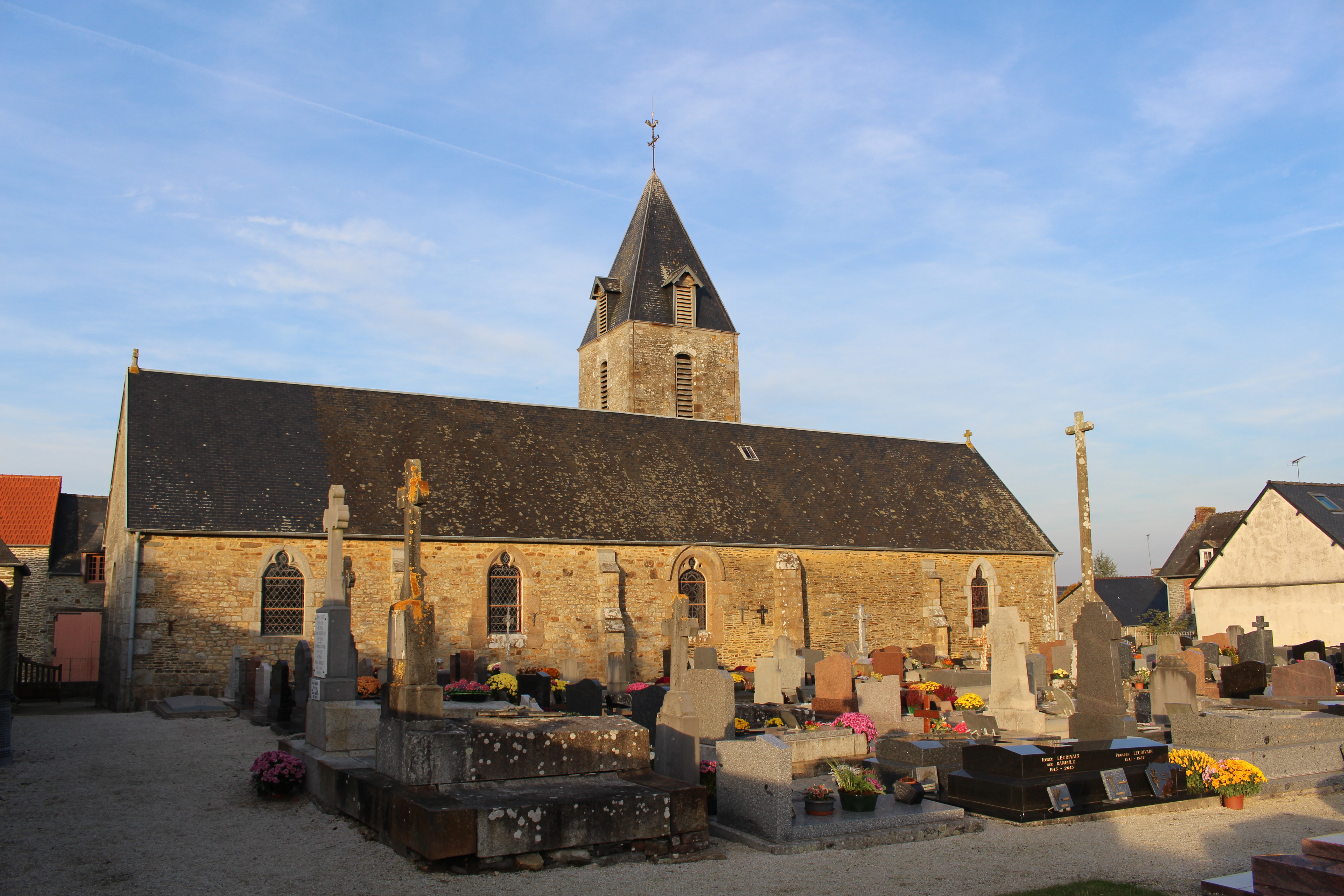
Kirche Saint-Vigor
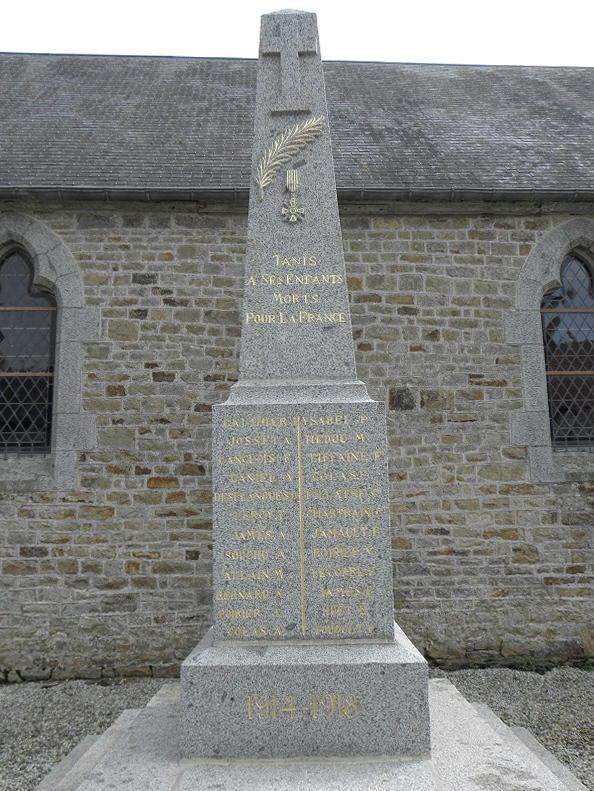
Gefallenendenkmal